# Mafia Blues 2
Série
Mafia Blues
(1999)
Pour plus de détails, voir Fiche technique et Distribution.
Mafia Blues 2 : La Rechute ou Analyse-moi ceci au Québec (Analyze That) est un film américain réalisé par Harold Ramis, sorti en 2002. Il fait suite à Mafia Blues, du même réalisateur, sorti en 1999. Robert De Niro et Billy Crystal y reprennent leurs rôles respectifs du mafieux Paul Vitti et du psychiatre Ben Sobel.

## Synopsis
Le gangster Paul Vitti souffre de nouveaux symptômes qui l'amènent à chanter pendant deux jours des chansons de la comédie musicale West Side Story. Il tente de se reconvertir dans la vente de voitures, mais il se montre quelque peu agressif à l'égard des éventuels clients. De son côté, son psychiatre Ben Sobel est placés sous la protection du FBI avec sa femme Laura (Lisa Kudrow), car leur vie est menacée par des tueurs à gages amateurs. Les agents fédéraux comptent par ailleurs bien soutirer des renseignements à Paul Vitti et se servir de lui comme indicateur.

## Fiche technique
- Titre français : Mafia Blues 2
- Titre original : Analyse that
- Titre québécois : Analyse-moi ceci
- Réalisation : Harold Ramis
- Scénario : Peter Steinfeld, Harold Ramis, Peter Tolan et Eric Kaplan
- Musique : David Holmes
- Photographie : Ellen Kuras
- Montage : Andrew Mondshein
- Concepteurs des décors : Wynn Thomas
- Directeur artistique : Adam Scher
- Décors : Beth A. Rubino
- Costumes : Aude Bronson-Howard
- Producteurs : Jane Rosenthal et Paula Weinstein
  - Producteurs délégués : Len Amato, Bruce Berman (en), Chris Berman, Billy Crystal et Barry Levinson
  - Coproducteur : Suzanne Herrington
  - Producteur associé : Laurel A. Ward
- Société de production : Warner Bros., Village Roadshow Pictures, NPV Entertainment, Baltimore Spring Creek Production, Face Productions et Tribeca Productions
- Société de distribution : Warner Bros.
- Budget : 60 000 000 $
- Pays de production :  États-Unis
- Langue originale : anglais
- Formats : couleur (Technicolor) - 1.85:1 - 35 mm / son : Dolby Stereo - DTS - SDDS
- Genre : comédie noire
- Durée : 96 minutes
- Dates de sortie :
  - États-Unis : 6 décembre 2002
  - Canada : 3 janvier 2003
  - France : 22 janvier 2003

## Distribution
- Robert De Niro (VF : Jacques Frantz) : Paul Vitti
- Billy Crystal (VF : Roland Timsit) : Ben Sobel
- Joe Viterelli (VF : Michel Tugot-Doris) : Jelly
- Lisa Kudrow (VF : Marie-Frédérique Habert) : Laura Sobel
- Anthony LaPaglia (VF : Patrick Messe) : Anthony Bella (non crédité)
- Cathy Moriarty (VF : Michèle Bardollet) : Patti LoPresti
- Raymond Franza : Eddie DeVol
- Reg Rogers (VF : Thierry Kazazian) : Raoul Berman
- Kyle Sabihy (VF : Mathias Kozlowski) : Michael Sobel
- Frank Gio (VF : Michel Vocoret) : Lou « La Vrille » Rigazzi
- John Finn (VF : Bernard Métraux) : Richard Chapin
- Pat Cooper (VF : Bernard Tixier) : Salvatore Masiello
- James Biberi (VF : Denis Boileau) : l'agent Miller
- Callie Thorne (VF : Michèle Buzynski) : l'agent Cerrone
- DonnaMarie Recco (VF : Odile Schmitt) : Sheila
- David Fonteno (VF : Michel Vocoret) : Davis
- Joey Diaz : Ducks
- Thomas Rosales Jr. : Coyote
- Gina Lynn : une strip-teaseuse

## Production

### Genèse et développement
Il n'y avait initialement aucune idée de faire une suite à Mafia Blues (1999), mais le succès critique et commercial du premier film incite les producteurs à l'envisager. La productrice Paula Weinstein explique : « Nous ne voulions pas lancer un deuxième film juste pour le plaisir de la faire [...] surtout si cela revenait à nous répéter ». L'acteur Billy Crystal pensait quant à lui qu'il « y avait une relation inachevée entre Ben Sobel et Paul Vitti dès le premier film » et « qu'il y avait une bonne histoire à raconter », c'est pourquoi la suite a été commandée.
L'intrigue de la suite a en partie inspirée par un article du New York Times sur la psychothérapie utilisée dans la série télévisée sur la mafia Les Soprano. Harold Ramis a déclaré que cet article « soulevait des questions sur la nature humaine et la moralité... L'esprit criminel peut-il être transformé ? ». Le cinéaste s'est alors intéressé à ce qui se passerait si Paul Vitti sortait de prison et s'engageait à vivre dans la légalité,.
La production contacte alors le Dr Stephen A. Sands, psychiatre et membre du corps professoral du Collège des médecins et chirurgiens de l'Université Columbia, pour l'engager comme conseiller technique pour le film. Le Dr Sands était légitime pour un tel projet car il avait par le passé étudié le cas du mafieux Vincent Gigante et de sa prétendue maladie mentale. Il a par ailleurs emmener Robert De Niro visiter l'unité psychiatrique du Bellevue Hospital pour rencontrer des patients et des psychiatres afin de discuter des symptômes du personnage. L'acteur a même participé à des séances de thérapie de groupe lors de ces visites.

### Tournage
Le tournage débute en avril 2002 et se déroule principalement à New York, 7 mois après les attentats du 11 septembre 2001. La productrice Jane Rosenthal a déclaré qu'ils avaient décidé de tourner le film là-bas parce qu'il « aurait été antipatriotique de ne pas tourner le film à New York... En tant que new-yorkaise, il était extrêmement important pour moi de retourner au travail et à mes affaires comme d'habitude après le 11 septembre. » Les prises de vues ont également lieu dans le New Jersey (East Rutherford, Bayonne, Hoboken, Kearny, Montclair, Carlstadt) et à Los Angeles.
L'équipe a un jour reçu la visite de Bill Clinton sur le plateau à New York.

### Note
Il y a jamais et de Mafia Blue 3, après le décés de Joe Viterelli.

## Accueil

### Box office
Avec son budget de 60 000 000 $, le film ne rapporte que 55 003 135 $[réf. nécessaire].